# Daihai
Der See Daihai oder Dai Hai (chinesisch 岱海, Pinyin Dài Hǎi, englisch Daihai Lake) ist ein See im Osten des Kreises Liangcheng der bezirksfreien Stadt Ulanqab im chinesischen Autonomen Gebiet der Inneren Mongolei. Es handelt sich um einen sogenannten Grabenbruchsee. Ursprünglich war er ein Salzsee, der sich aber durch Zustrom von Flüssen allmählich zu einem Süßwassersee gewandelt hat.
Er ist ca. 20 Kilometer lang und 10 Kilometer breit und weniger als 20 m tief.

## Kulturdenkmäler
Die neolithischen Stätten am See Daihai (Daihai yizhi qun 岱海遗址群) – Wangmushan 王墓山, Laohushan 老虎山, Yuanzigou 园子沟 – stehen seit 2001 auf der Liste der Denkmäler der Volksrepublik China (5-14).